# Сурдучел (Бихор)
Сурдучел (рум. Surducel) насеље је у Румунији у округу Бихор у општини Варчорог. Oпштина се налази на надморској висини од 482 m.

## Становништво
Према подацима из 2002. године у насељу је живело 27 становника, од којих су сви румунске националности.